# 北蘇丹王國
21°52′14″N 33°44′14″E / 21.87056°N 33.73722°E
北蘇丹王國（英語：Kingdom of North Sudan）是美國人耶利米·希頓（英语：Jeremiah Heaton）於2014年6月16日在無主土地比爾泰維勒建立的私人國家，其原因是為了「圓了女兒的公主夢」。
希頓宣稱要將北蘇丹王國打造成農業生產中心，並藉此與埃及和蘇丹建立友好關係。

## 背景
耶利米·希頓居住在美國維吉尼亞州艾賓頓，育有兩子一女，曾經擔任維吉尼亞州地方政府的救災隊隊長，2012年時，希頓參選維吉尼亞州第九選區的聯邦眾議員落選。2013年時，當時六歲的艾蜜莉·希頓（Emily Heaton）問希頓，她能不能當真正的公主，希頓不想哄騙她的女兒，但仍然一口答應。
希頓為了實現對女兒的諾言，以拉丁文「terra nullius」（不屬於任何人的土地）在網路上查詢，找到了鄰近埃及和蘇丹邊界的比爾泰維勒。
於是希頓向埃及當局申請前往比爾泰維勒，並說明他的來意。6月16日，即艾蜜莉生日當天，希頓在比爾泰維勒插上了北蘇丹王國的國旗，並宣布立國。
雖然不少人在網路上宣稱擁有比爾泰維勒，但希頓認為親自到比爾泰維勒插上旗幟的他佔盡優勢。維吉尼亞里奇蒙大學政治學與國際研究教授席拉·卡拉皮科（Sheila Carapico）稱希頓如果真的想要據地為王，就得先在法律上取得鄰國、聯合國或其他對比爾泰維勒擁有實質上政治控制的團體承認。而希頓則有意先與非洲聯盟接觸，以便正式建立北蘇丹王國。

## 國旗
北蘇丹王國國旗由北蘇丹王國「公主」艾蜜莉·希頓和兩位「王子」設計，旗幟底色為藍色，中央有一頂皇冠，周圍環繞橘色的放射狀光芒和一個金色的環，環上方有一顆金色的五角星，下方有三顆白色的五角星。

## 比爾泰維勒
比爾泰維勒是一個面積為2060平方公里的貧瘠地區，鄰近埃及與蘇丹的邊界，是一塊無主土地。
比爾泰維勒在1902年被劃歸埃及，因為其為埃及亞斯文附近的阿巴德人部落的放牧地。目前雖由埃及實際控制此區，但官方否認此地的擁有權，政府地圖上亦沒有此區。
當前埃及宣稱的邊界為1899年的邊界，即將比爾泰維勒東方的爭議地區哈拉伊卜三角區歸屬埃及，比爾泰維勒歸屬蘇丹，蘇丹則聲稱將哈拉伊卜三角區歸屬蘇丹，比爾泰維勒歸屬埃及的1902年邊界，兩國都宣稱擁有哈拉伊卜三角區，而都不聲稱擁有比爾泰維勒。在國際法上，兩國都沒有基礎同時聲稱擁有兩地的主權，也很難有第三國聲稱擁有比爾泰維勒，因為該區只與埃及和蘇丹相連。因此比爾泰維勒是少數位於陸地上的現存無主土地之一。

## 外部連結
- The Kingdom of North Sudan Is In Line For The Disney Treatment（页面存档备份，存于）（英文）
- Virginia man plants flag, claims African country, calling it "Kingdom of North Sudan"（页面存档备份，存于）（英文）